# Tarifverband der Bundeseigenen und Nichtbundeseigenen Eisenbahnen in Deutschland

Logo der TBNE

Der Tarifverband der Bundeseigenen und Nichtbundeseigenen Eisenbahnen in Deutschland (TBNE) war eine Organisation zur Gestaltung von Tarifen für Reisen mit der Eisenbahn, bei denen Züge von zwei oder mehr Eisenbahnverkehrsunternehmen (EVU) benutzt werden, und für die Abrechnung von darauf aufbauenden Fahrkarten für solche Verbindungen, also eine durchgehende Abfertigung zu ermöglichen. Dies betraf im Wesentlichen die Abrechnung zwischen Eisenbahnverkehrsunternehmen im Eigentum der Bundesrepublik Deutschland („Eisenbahnen des Bundes“) einerseits und andererseits solchen, die der BRD nicht gehören, also Privatunternehmen oder solche im Besitz von Bundesländern oder Kommunen, als Nichtbundeseigene Eisenbahnen bezeichnet. Der TBNE war ein nicht rechtsfähiger Verein (§ 54 BGB). Zum Jahresende 2022 wurde der TBNE aufgelöst, seine Aufgaben übernimmt die Deutschlandtarifverbund GmbH.

## Aufgaben und Geschichte
Die Tätigkeit des TBNE war auf den Schienenpersonennahverkehr beschränkt und schloss den Fernverkehr damit aus. Davon nicht erfasst waren hingegen Personenfernverkehrsleistungen, wie sie von Tochterunternehmen von Transdev GmbH (Harz-Berlin-Express) oder Flixmobility erbracht werden. Es wurden jedoch auch einige verkraftete Strecken einbezogen, d. h. solche auf denen der Schienenverkehr durch einen Kraftverkehr mit Omnibussen abgelöst wurde. Die Arbeit des TBNE wurde ausschließlich von seinen Mitgliedsunternehmen finanziert und war primär nach innen gerichtet.
Die Geschichte begann 1951, als die Personen-Tarifverband Deutsche Bundesbahn – Deutsche Nichtbundeseigene Eisenbahnen gegründet wurde.
Damals ging es im Wesentlichen um den sogenannten Anstoßtarif zwischen der Bundesbahn und anderen Eisenbahngesellschaften, die auf ihrem eigenen Schienennetz eigenen Personenverkehr durchführten. Im Zuge der Bahnreform, also der weitgehenden Einführung des Wettbewerbs auf dem gesamten Schienennetz aller Eisenbahninfrastrukturunternehmen (EIU), änderte sich einerseits die Aufgabenstellung und wurde andererseits eine Namensänderung der Organisation erforderlich.
Die gegenseitige Anerkennung von Fahrkarten und deren Einnahmeaufteilung konnte beruhen auf der Mitgliedschaft des jeweiligen EVU im TBNE (additive Preisbildung im „Anstoßverkehr“), auf einer bilateralen vertraglichen Beziehung zwischen EVU oder auf einer vertraglichen Beziehung innerhalb eines Verkehrsverbundes, für den das EVU Schienenverkehrsleistungen erbringt und dessen Tarif das EVU ebenfalls anwendete.

## Mitglieder
Stand Juli 2020
- Abellio (ABL)
- agilis Eisenbahngesellschaft GmbH & Co. KG (AGE)
- agilis Verkehrsgesellschaft GmbH & Co. KG (AGV)
- AKN Eisenbahn GmbH (AKN)
- Albtal-Verkehrs-Gesellschaft (AVG)
- Bayerische Oberlandbahn GmbH (BOB)
- Bentheimer Eisenbahn AG (BE)
- Bodensee-Oberschwaben-Bahn (BOBFN)
- Cantus Verkehrsgesellschaft mbH (CAN)
- City-Bahn Chemnitz GmbH (CB)
- DB Regio AG
- DB RegioNetz Verkehrs GmbH
- Die Länderbahn (DLB)
- Erfurter Bahn (EB)
- Enno von Metronom (EN)
- Eisenbahnen und Verkehrsbetriebe Elbe-Weser GmbH (EVB)
- Freiberger Eisenbahngesellschaft mbH (FEG)
- Go-Ahead Baden-Württemberg (GABW)
- Hanseatische Eisenbahn (HANS)
- Hohenzollerische Landesbahn (HzL)
- Eurobahn GmbH & Co. KG (ERB)[4]
- metronom Eisenbahngesellschaft (ME)
- National Express Rail GmbH (NX)
- NEB Betriebsgesellschaft (NEB)
- nordbahn Eisenbahngesellschaft mbH (NBE)
- NordWestBahn (NWB)
- Ostdeutsche Eisenbahn (ODEG)
- Eisenbahn-Bau- und Betriebsgesellschaft Pressnitztalbahn (PRE)
- Zweckverband Ringzug
- Rhein-Neckar-Verkehr GmbH (RNV)
- RegioTram Gesellschaft mbH (RT)
- S-Bahn Berlin GmbH
- S-Bahn Hamburg GmbH
- Schwäbische Alb-Bahn (SAB)
- SWEG Südwestdeutsche Verkehrs-Aktiengesellschaft (SWEG)
- Transdev SE & Co. KG (TD)
- Transdev Regio Ost GmbH
- Usedomer Bäderbahn GmbH (UBB)
- Westerwaldbahn GmbH (WEBA)
- Westfalenbahn GmbH (WFB-NE)
- Württembergische Eisenbahn-Gesellschaft (WEG)

## Auflösung
Der TBNE wurde zum Jahresende 2022 durch die Deutschlandtarifverbund GmbH abgelöst, die im Juni 2020 gegründet wurde. Die Gesellschaft hat die Aufgabe, den bundesweiten Beförderungstarif im Nahverkehr zu gestalten und weiterzuentwickeln. Durch den Tarifverband soll der Unternehmenstarif der Deutschen Bahn im Nahverkehr in wettbewerbsneutraler Weise weitergeführt werden. Dabei soll unter anderem die Einnahmeaufteilung zwischen den Beteiligten neu geregelt werden.